# Akasszuk fel a DJ-t
Az Akasszuk fel a DJ-t a Fekete tükör című brit sci-fi sorozat tizenhetedik epizódja, amit a sorozat showrunnere, Charlie Brooker írt, és Tim Van Patten rendezett. 2017. december 29-én mutatta be a Netflix, a negyedik évad többi részével egyszerre.
Az epizód cselekménye Amyt és Franket követi végig, akik először egymással, majd másokkal kerülnek romantikus kapcsolatba egy óra segítségével, amely kisorsolja az aktuális partnert, akivel meghatározott ideig kell együtt lenni. A történetet a Spotify és annak az ajánlórendszere inspirálta, a díszleteket pedig egy luxusnyaraló. Az epizód alapvetően pozitív fogadtatásban részesült, számos párhuzamot vontak a Tinderrel, valamint a "San Junipero" című résszel, és három BAFTA-díjra is jelölték. A történet és az epizód végi csavar viszont kritikák tárgya volt.

## Cselekmény
Frank és Amy a Coach nevű eszközt használják, amely különféle partnerekkel hozza őket össze, de csak meghatározott időre. Amikor ők találkoznak, a készülék 12 órát ad nekik. Bár először mindketten feszengenek, később nagyon egymásra hangolódnak, és megbánják, hogy nem feküdtek le egymással ez idő alatt. Coach elmondja nekik, hogy a rendszer figyeli minden párkapcsolatukat, hogy végül 99,8 százalékos bizonyossággal meg tudja mondani, hogy ki az, akivel leélhetik az életüket. Azt is elmondja nekik rendszeresen, hogy minden okkal történik.
Franket a következő partnere, Nicola az első pillanattól utálja, ám a rendszer egy egész évre hozza őket össze. Amy közben Lennyvel kerül össze kilenc hónapra, akit jóképűnek talál. Amy és Frank később egy rendezvényen találkoznak újra, ahol egy pár beszél a sikeres párosításról. Amy egyre jobban unja Lenny manírjait, főleg a sóhajtozásait. Miután lejár a 9 hónap, folyamatosan 36 órára jön össze különféle emberekkel, akikkel csak szexel, és kezdi az egész dolog értelmét megkérdőjelezni.
Miután Frank egy éve is lejár, a rendszer újra összehozza őket, és ekkor úgy döntenek, hogy nem nézik meg az óráikat, mert nem akarják tudni, hogy ezúttal meddig tart. Élvezik a közös szexet és elkezdenek arról beszélni, hogy vajon hogyan működhet a rendszer. Egy éjjel Frank nem bír magával, és mégis megnézi az órát, ami öt évet mutat, de rögtön ezután újrakalibrálja magát, mert az egyezség be nem tartása kihat a kapcsolatukra, és végül 20 óránál áll meg. Frank másnap kénytelen bevallani, hogy mit tett, és hogy már csak egy óra maradt, amivel összetöri Amy szívét.
Új emberekhez párosítja őket a rendszer, de egyikük se érzi jól magát. Amikor a rendszertől engedélyt kap egyetlen búcsúzkodásra, Amy Franket választja. Egy étteremben talál rá Frankre, aki a következő randiját várja, és rábeszéli, hogy lázadjanak fel a rendszer ellen és szökjenek meg együtt. Rájönnek, hogy mivel nincsenek emlékeik a rendszer használata előttről, ezért az egész valószínűleg egy szimuláció, egy teszt. Egy sokkolós ember indul meg feléjük – Amy hozzáér a sokkolóhoz, mire nem történik semmi, és az étteremben minden és mindenki lefagy. Frank és Amy menekülni kezdenek, majd megmásznak egy falat, ami szerintük a kiút a valódi világba. Kiderül, hogy igazuk volt: a világ egyike annak az ezernek, amelyben Frank és Amy együtt vannak, és ezerből 998 végződött a rendszer elleni lázadással. Hirtelen a valódi világba ugrunk, ahol Amy randialkalmazása kiírja, hogy Frankkel 99,8 százalékban illenek össze, majd felveszi vele a szemkontaktust.

## Szereplők
| Szerep       | Színész           | Magyar hang       |
| ------------ | ----------------- | ----------------- |
| Amy          | Georgina Campbell | Lamboni Anna      |
| Frank        | Joe Cole          | Bódy Gergely      |
| Lenny        | George Blagden    | Hamvas Dániel     |
| Nicola       | Gwyneth Keyworth  | Kokas Piroska     |
| Coach hangja | Gina Bramhill     | Kocsis Mariann    |
| Edna         | Jessie Cave       | Nádorfi Krisztina |

## Az epizód készítése
Annabel Jones elmondása szerint az epizód reflexió a modern párkeresésre és az "általános elmagányosodásra". Charlie Brooker az alapötletet a Spotify ajánló mechanizmusából származtatta, elképzelve, hogy milyen lehet egy párkereső alkalmazás, amely a preferenciáink alapján nem zenét, hanem ideális partnert keres számunkra. Eleinte nem volt egyértelmű, hogy a történet merre induljon, figyelemmel arra is, hogy elvileg a felhasználói tapasztalatokra kellene építenie a programnak – ekkor jött az ötlet, hogy az tanuljon minden egyes párkapcsolat tapasztalataiból. Amy és Frank eltávolodása majd újra összejövetele volt a cselekmény előre eldöntött váza, és a történet végi csavarral lehetett ezt megvalósítani. A forgatókönyv, figyelemmel a szűkös határidőkre, meglehetősen sietősen készült el.
Pozitív végkifejletét tekintve a "San Junipero" című részre emlékeztet, amit eleinte nem akartak, figyelemmel a rajongói elvárásokra. Végül abban maradtak, hogy mivel Kelly és Yorkie kapcsolata az előző részből is jó fogadtatásra lelt, a nézők bizonyára szurkolnának Amynek és Franknek is. Ami fontos különbség, hogy itt egészen az epizód végéig nem tudjuk, hogy minden, ami történik, egy szimuláció, habár vannak furcsaságok, amik erre utalnak.
Az írók úgy döntöttek, hogy amikor Frank és Amy újra összejönnek, az előre meghatározott időtartam legyen öt év, mert az egy megfelelő tartam egy hosszú távú párkapcsolatnak. Franket ez mégis felzaklatja, mert azt juttatja az eszébe, hogy véget fog érni. Az, hogy Frank megnézi a hátralévő időt, gondokat okozott az epizód felépítésében, ezért át kellett írni a forgatókönyvet ennek mentén.
A számításokat egy felhőalapú számítógép végzi, 1000 különböző, egyszerre futtatott szimulációban. Ezt a "Fehér karácsony" című részhez is tervezték, ott azonban az egyetlen, de újra és újra lefutattható szimulációnál maradtak.

## Forráshivatkozások
1. 1 2  Turchiano, Danielle: ‘Black Mirror’ Co-Creator Breaks Down Season 4: ‘We Want to Be Surprising and Unpredictable’ (amerikai angol nyelven). Variety, 2017. december 29. (Hozzáférés: 2023. július 7.)
2. ↑  Strause, Jackie: ‘Black Mirror’: Charlie Brooker Reveals Inspiration for “Hang the DJ” (amerikai angol nyelven). The Hollywood Reporter, 2018. január 15. (Hozzáférés: 2023. július 7.)
3. ↑  January 02, James Hibberd: 'Black Mirror' season 4, your burning questions answered (angol nyelven). EW.com. (Hozzáférés: 2023. július 7.)

## Fordítás
Ez a szócikk részben vagy egészben  a   Hang the DJ című angol Wikipédia-szócikk ezen változatának fordításán alapul.  Az eredeti cikk szerkesztőit annak laptörténete sorolja fel. Ez a jelzés csupán a megfogalmazás eredetét és a szerzői jogokat jelzi, nem szolgál a cikkben szereplő információk forrásmegjelöléseként.